# Американо-фиджийские отношения
Американо-фиджийские отношения — двусторонние отношения между США и Фиджи. Дипломатические отношения между странами были установлены в 1971 году.

## История
В 1971 году Соединённые Штаты Америки установили дипломатические отношения с Фиджи, после провозглашения независимости этого островного государства от Великобритании. Отношения между странами традиционно на высоком уровне. Страны объединяет мультикультурное общество, они сотрудничают в борьбе с глобальным потеплением, участвуют в международных операциях по поддержанию мира. Корпус мира имеет присутствие на Фиджи. В 2006 году на Фиджи произошёл государственный переворот. В сентябре 2014 года на Фиджи состоялись выборы, ознаменовав восстановление демократически избранного правительства на Фиджи. Представители США присутствовали на выборах в качестве наблюдателей. После выборов в 2014 году Соединенные Штаты Америки вновь начали оказывать помощь Фиджи в области безопасности и сняли ограничения на финансовую помощь, которые были введены в действие после государственного переворота 2006 года.
В феврале 2016 года Соединенные Штаты предоставили Фиджи помощь в размере 2,2 млн. долларов США для преодоления последствий тайфуна Уинстона. Фиджи получает помощь от других государств для экипировки своих военнослужащих и участвует в программе Международного военного образования и обучения (IMET), благодаря которой офицеры Вооружённых сил Фиджи проходят обучение и повышение квалификации в Соединённых Штатах Америки.

## Торговля
Соединенные Штаты Америки входят в число основных торговых партнёров Фиджи. Импортируемые США из Фиджи: вода в бутылках, тунец и сахар. Экспорт США на Фиджи: машины, транспортное оборудование и продукты питания. Фиджи и Соединенные Штаты не имеют двустороннего инвестиционного соглашения. Денежные переводы из Соединенных Штатов Америки вносят вклад в экономику Фиджи. 